# Otsamo
Otsamo är en kulle i Finland. Den ligger i Enare kommun landskapet Lappland, i den norra delen av landet, 1 000 km norr om huvudstaden Helsingfors. Toppen på Otsamo är 412 meter över havet.
Terrängen runt Otsamo är platt åt nordväst, men åt sydost är den kuperad.  Trakten runt Otsamo är nära nog obefolkad, med mindre än två invånare per kvadratkilometer. Närmaste större samhälle är Enare kyrkby, 8,1 km öster om Otsamo. 